# Quetzalcoatl

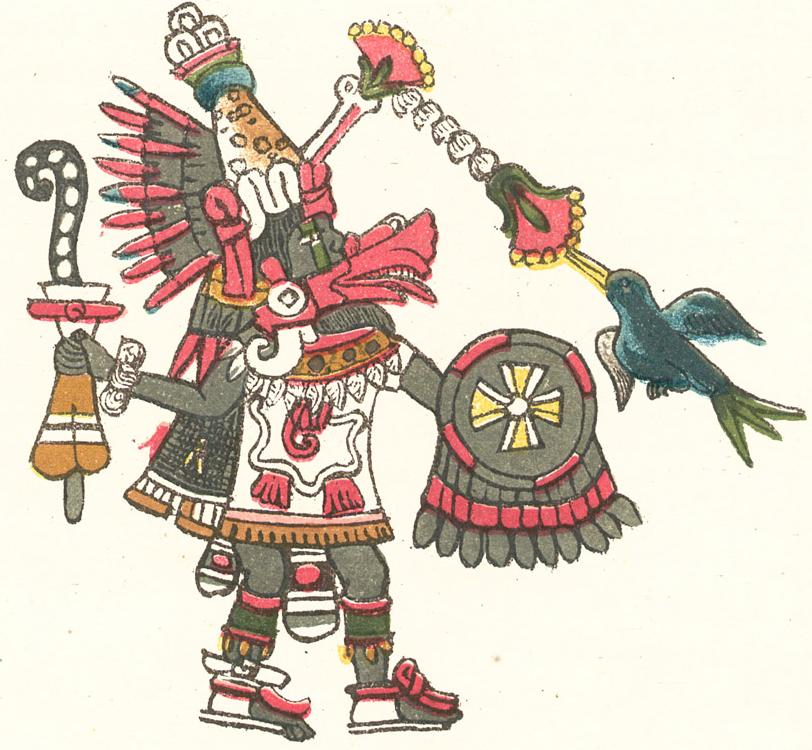
Quetzalcoatl

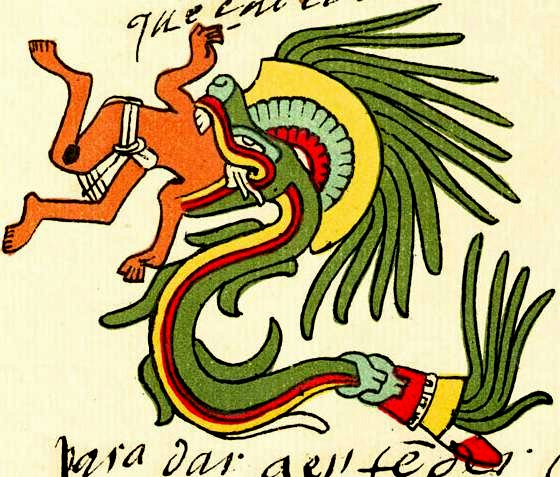
Quetzalcoatl

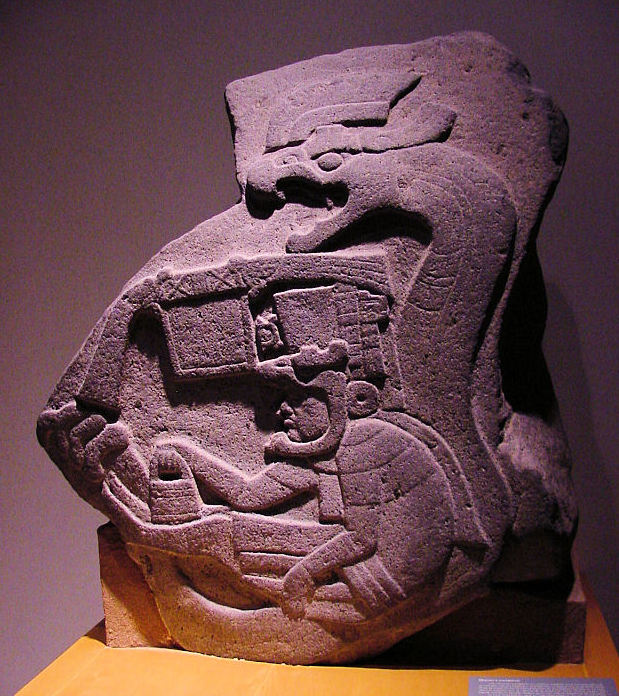
Monument 19, uit La Venta van de Olmeken, de vroegst bekende afbeelding van een gevederde slang in Midden Amerika.
Courtesy George & Audrey Delange

Quetzalcoatl (Gevederde Slang of Kostbare Tweeling) is de Azteekse gevederde slangengod van wind, water, lucht, vruchtbaarheid, lente, plantengroei, mais, priesterschap, wijsheid en leven. Ook deed hij zich voor als hemeldraak en Venus, de Morgenster. Hij was een van de belangrijkste goden in de Azteekse mythologie. Zijn tegenpool was zijn broer Tezcatlipoca.

## Etymologie
Quetzalcoatl betekent 'Gevederde Slang' of 'Kostbare Tweeling'. Dit stond voor het goede in de mens en Quetzalcoatl was een van de weinige belangrijke goden aan wie geen mensen werden geofferd.
Quetzal is de veer van de quetzalvogel en betekent bovendien 'kostbaar'.
Coatl betekende tegelijk tweeling en slang, een schepsel dat de Azteken met de vrouwelijke psyche associeerden. Quetzalcoatl zou dan ook aanvankelijk een androgyn wezen zijn geweest. Quetzalcoatl was de god van de morgenster Venus: Tlahuizcalpantecuhtli (heer van de dageraadster). Zijn tweelingbroer Xolotl was Venus als avondster.

## Gedaanten
Quetzalcoatl had verschillende gedaanten:
- als een goddelijke schepper, een van de vier zonen van Ometeotl. Hij verbond hemel en aarde en waakte zo over de regen, waar de landbouw van afhankelijk was. Soms werd hij afgebeeld als god die het hemelgewelf draagt. Hij was verbonden met water en lucht, de vruchtbaarheid, vernieuwing en het leven zelf. Hij was de god van de lente en de plantengroei. Hij verhief zich van Moeder Aarde om zich bij Tlaloc, de god van de regen en bliksem, te voegen.
- als Ehecatl, de god van de wind. Hij liet de wind, die regen meevoerde, opsteken en werd aangeduid als 'Wegbereider voor de tlaloques' (de lagere regengoden in de bergen).
- als de Morgenster. Omdat de zon opkwam wanneer Venus vervaagde, werden de twee als rivalen gezien. Als 'god van de kou' had de Morgenster de Eerste Zon aangevallen en als 'heer van de dageraad' was hij de vijand van de regen en bracht hij droogte.
- als de sterfelijke heerser en hogepriester Topiltzin van Tula. de priesterkoning werd vaak afgezet tegen zijn duistere, sjamanistische broer Tezcatlipoca.
- als hemeldraak, een van de oudste goden van Mexico. Als hemeldraak kon Quetzalcoatl de mensheid met tornado's en waterhozen straffen, maar ook belonen door de landbouw te begunstigen.

## Verspreiding van de cultus
Het symbool van Quetzalcoatl kwam het eerst in Teotihuacan voor, waarna de cultus van de Gevederde Slang zich naar nieuwe centra verspreidde in Centraal-Mexico als Xochicalco, Cacaxtla, Cholula, Chichén Itzá en El Tajín. In Cholula was de hoogste piramide in de Nieuwe Wereld aan Quetzalcoatl gewijd.

## Kenmerken
De Gevederde Slang zou de veren van de mannelijke quetzal dragen, een inheemse vogel met lange groene staartveren. Ten teken van hun soevereiniteit droegen Meso-Amerikaanse heersers daarom vaak de groene veren van de quetzal of groene stenen.
Het mythisch wezen was ook bij de Maya's bekend en werd in het Yucateeks Kukulkan, in het K'iche' Gukumatz genoemd. Ook de Zapoteken vereerden hem. De Maya offerden echter wel mensen aan de god zoals kan worden gezien in de ruïnes van Chichén Itzá en Tulum.
Quetzalcoatl werd ook wel met het snavelmasker van de windgod afgebeeld en heet dan Q.-Ehecatl. Een trompethoorn was symbolisch het 'sieraad van de wind'. Zijn priesters droegen deze schelpen, overdwars doorgesneden 'zodat de spiralen zichtbaar werden die de beweging van de wind belichaamden. Hierom waren ook de tempels van Quetzalcoatl vaak rond.' De twee belangrijkste priesters in Tenochtitlán droegen de titel Quetzalcoatl en de calmecac, de priesterschool, was aan hem gewijd. In deze rol werd Quetzalcoatl voorgesteld als een zwart geschilderde man met een baard. Hij had een 'kegelvormige hoed met een scherp uitsteeksel, waaruit bloed kwam als zoenoffer aan de nahualli, de quetzalvogel van de god.'

## Schepping van de mens
De inheemse volkeren van Meso-Amerika geloofden in vijf tijdperken (vijf zonnen) en de mensheid van het huidige tijdperk, de vijfde zon, zouden zijn geschapen door Quetzalcoatl uit de beenderen van de vorige mensenrassen (reuzen) met hulp van Cihuacoatl.
Quetzalcoatl daalde af naar de onderwereld, waar de doodsgod Mictlantecuhtli de botten van de reuzen, die de aarde in een eerdere periode bewoonden, bewaarde. Quetzalcoatl moest verschillende testen doen, zoals door een verzegelde schelp blazen, die door bijen was geperforeerd, om toegang te krijgen tot de botten van de reuzen. Nadat hij voor de testen was geslaagd bracht Quetzalcoatl de beenderen naar het oppervlak van de aarde. De botten werden daar, als graan, vermalen door de godin Quilaztli.
Quetzalcoatl belevendigde zijn schepping door er zijn eigen bloed, het bloed van zijn penis, doorheen te mengen. De hedendaagse mensheid werd geboren uit dit mengsel van vermalen reuzenbotten en bloed.
De vijfde zon werd in Teotihuacán geschapen.

## De vier Tezcatlipoca's
Er bestaan verschillende verhalen over Quetzalcoatls oorsprong: hij zou geboren zijn uit de maagd Chimalman, Coatlicue of Xochiquetzal of een van de vier zonen zijn van Ometecuhtli en Omecihuatl, die elk over een windrichting regeren. Als Witte Tezcatlipoca regeert Quetzalcoatl, als god van licht, rechtvaardigheid, genade en wind, over het westen; de blauwe Tezcatlipoca (Huitzilopochtli, de oorlogsgod) beheerst het zuiden; de Rode Tezcatlipoca (Xipe Totec, de god van goud, landbouw en de lente) gaat over het oosten; de Zwarte Tezcatlipoca, de god van oordeel, nacht, bedrog, tovenarij en de Aarde is de heer van het noorden.

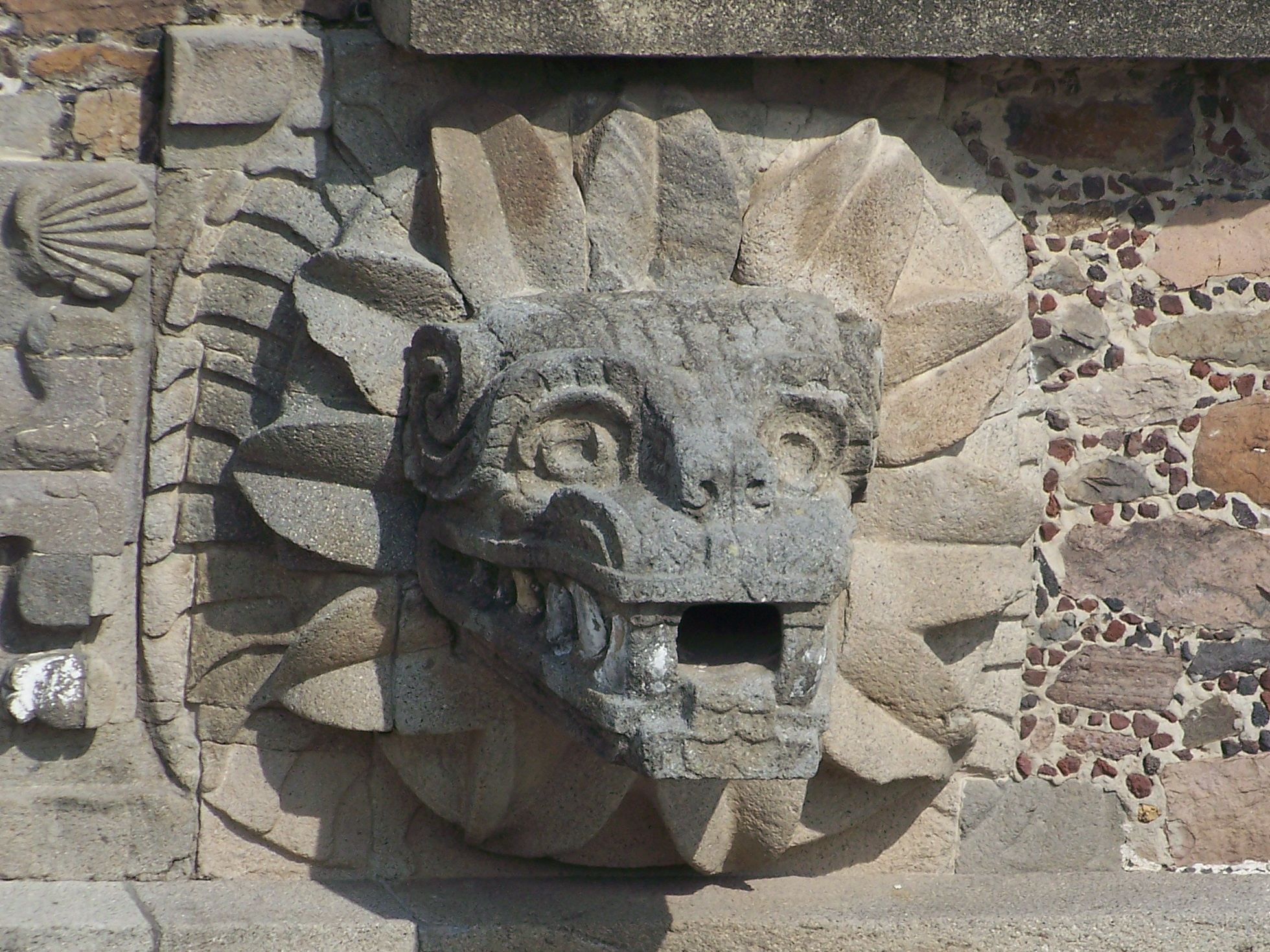
Quetzalcoatl op het Ciudadela complex van Teotihuacan

## Legenden

### Spiegel van de toekomst
Tezcatlipoca, de god van het bedrog en de duisternis, haalde de jonge Quetzalcoatl over om in de spiegel te kijken waarin hij zichzelf in de toekomst kon zien. Quetzalcoatl schrok toen hij zichzelf zag als een oude bleke man met een lange witte baard.

### De misleiding
Het lukte Tezcatlipoca om Quetzalcoatl dronken te voeren met pulque, waardoor Quetzalcoatl geslachtsgemeenschap had met zijn eigen zus Quetzalpetlatl. Nadat hij weer nuchter was en besefte wat hij had gedaan, wierp hij zichzelf in het vuur. Hierna veranderde zijn as in een vlucht prachtige vogels. Hieraan dankt de quetzal zijn naam.
Zijn hart steeg op naar de hemel, waar het als de morgenster bleef staan.

### Dood en terugkeer

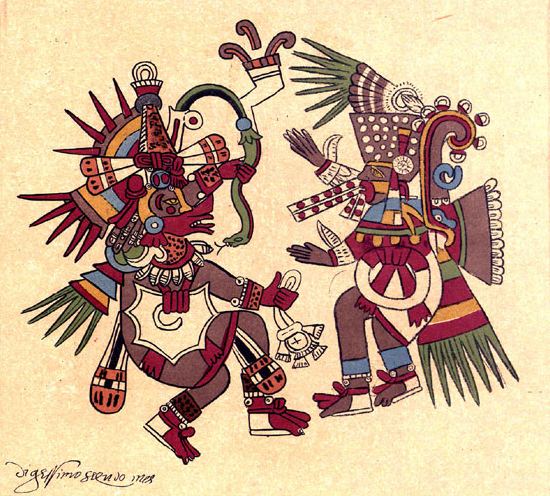
Quetzalcoatl en Tezcatlipoca zijn aartsrivalen

Quetzalcoatls vader Mixcoatl was gedood door Tezcatlipoca. Quetzalcoatl wilde zijn vader wreken en Quetzalcoatl en Tezcatlipoca werden aartsrivalen.
Quetzalcoatl was de heerser van de stad Tollan. Tezcatlipoca besloot daarom de stad te vernietigen. Door zich te vermommen en gebruik te maken van misleiding, lukte het hem om veel inwoners te doden. Hierna richtte hij zijn aandacht op Quetzalcoatl. Deze zette uit wanhoop de stad in brand en vluchtte naar de afgelegen bergen bij zee. Tezcatlipoca achtervolgde hem en ontnam hem steeds meer talenten en schatten.
Toen Quetzalcoatl bij de kust was aangekomen, was hij al zijn magische krachten kwijt. Hij vluchtte op een vlot van in elkaar gevlochten slangen de zee op naar het oosten (in Yucatán stichtte hij Chichen Itza) of offerde zich op een brandstapel om te verrijzen als Venus, de Morgenster.
Waarschijnlijk heeft dit verhaal een historische kern. Quetzalcoatl zou de vergoddelijking kunnen zijn van de Tolteekse heerser Topiltzin Ce Acatl Quetzalcoatl, terwijl Tezcatlipoca voor het priesterschap stond. Opvallend is dat Topiltzin, een seculiere leider, tot god is geworden. Sommige Mexicanisten vermoeden dat het conflict tussen Quetzalcoatl en Tezcatlipoca berust op een strijd tussen de geestelijkheid en de wereldse macht in het Tolteekse rijk.

## De legende wordt werkelijkheid
De Azteken waren ervan overtuigd dat Quetzalcoatl ooit zou terugkomen. Wanneer Quetzalcoatl terugkomt wordt hij meteen heerser van hun rijk. Hij zou zorgen voor een mooier leven. De Azteken stelden Quetzalcoatl voor als een blanke god met een baard (een dergelijk menselijk ras kenden zij toen nog niet). De voorlaatste leider van de Azteken, Motecuhzoma II, zou een spoedige terugkeer van Quetzalcoatl voorspeld hebben.
Op Goede Vrijdag 22 april 1519 landde de Spaanse veroveraar Hernán Cortés met zijn troepen op de oostkust van Mexico. Montezuma zou in hem de god Quetzalcoatl gezien hebben, omdat ze precies op de feestdag van deze god aan land waren gegaan (de dag Chiconahui Ehécatl in het jaar Ce-Acatl). De op goud beluste Spanjaarden zorgden in 1521 voor het einde van de Azteekse beschaving en deden de profetie uitkomen. In hoeverre het waar is dat de Azteken geloofden dat Cortés Quetzalcoatl was is niet duidelijk, de eerste versies van dat verhaal dateren van enige tijd na de verovering. De Azteken vonden goud niet belangrijk, veren waren wel belangrijk voor hen.
Volgens Bernal Diaz, een reisgenoot van kapitein Hernan Cortez die de Spaanse verovering van Mexico leidde, droegen de Azteekse priesters zwarte mantels, lange gewaden tot op de voeten en sommigen droegen kappen. Daardoor leken ze op de Spaanse missionarissen. Dat droeg bij aan de bekering, maar het belangrijkst was dat de idealen van 'godsvrucht en goed bestuur die Quetzalcoatl als de priester-koning Topiltzin voorstond' te vergelijken was met de 'christelijke naastenliefde'. Christus' wederopstanding sloot aan op Quetzalcoatls voorspelling dat hij eens zou terugkeren. Zo werd Quetzalcoatl met Jezus vereenzelvigd. Zo leefde de verering van Quetzalcoatl voort, terwijl de rest van de Azteekse beschaving werd verwoest. De Spaanse verovering kostte minstens 18 miljoen inwoners van Mexico door oorlog en ziekte het leven.

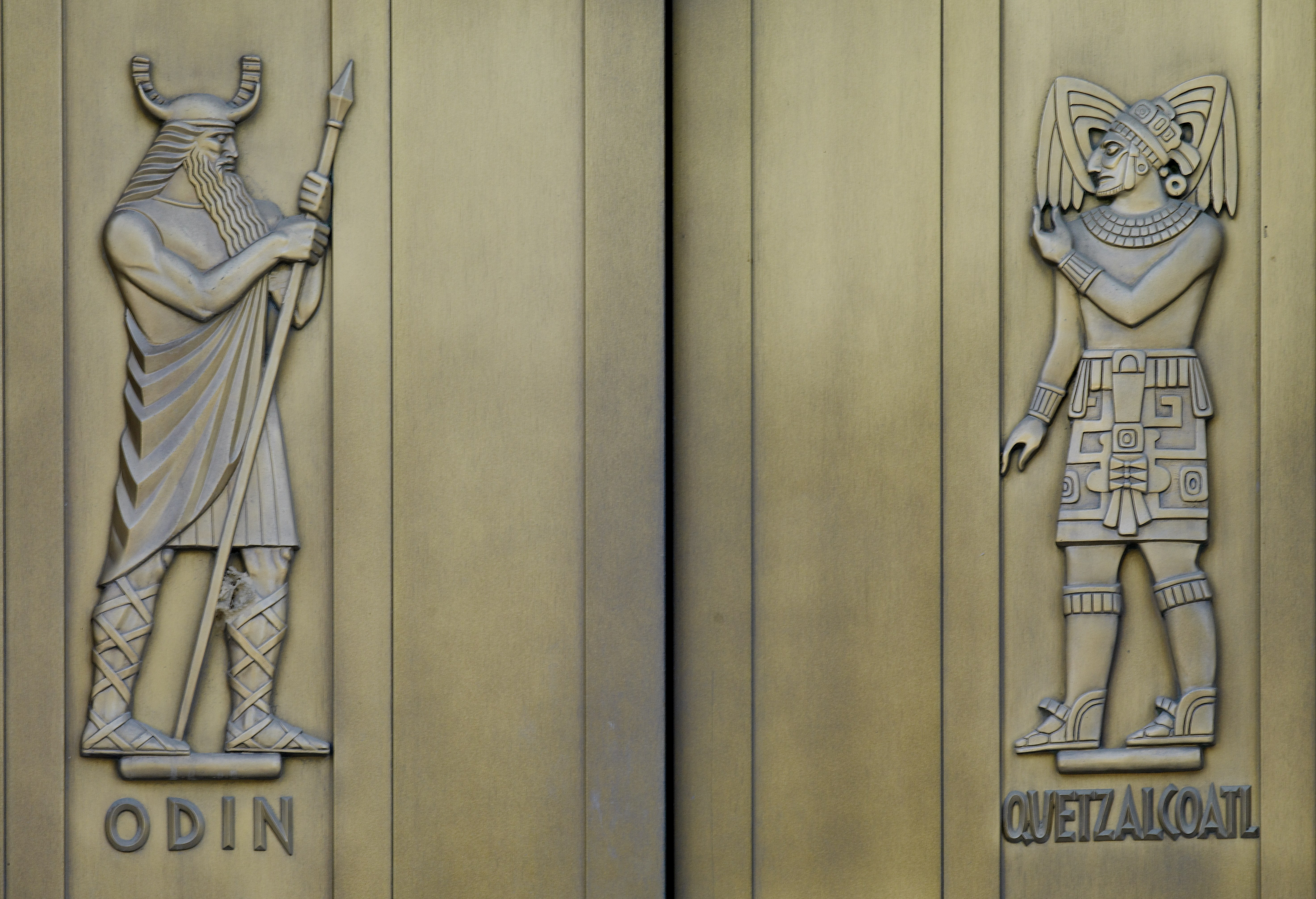
Odin (uit de Noordse mythologie) en Quetzalcoatl, oostingang van de Library of Congress John Adams Building in Washington

## Alternatieve interpretaties
Volgens sommige theorieën zou Quetzalcoatl een Europese bezoeker zijn geweest; hij is bijvoorbeeld in verband gebracht met de Vikingen en Sint Brandaan. Sommige Mormonen geloven dat de legenden rond Quetzalcoatl een corruptie van het levensverhaal van Jezus vormden, terwijl de Mexicaanse priester Servando Teresa de Mier geloofde dat Quetzalcoatl eigenlijk de apostel Thomas was. Weer anderen geloven dat Quetzalcoatl in werkelijkheid een Chinese bezoeker was.
Hoewel dergelijke theorieën zeer wijdverbreid en populair zijn, vinden deze nagenoeg geen weerklank bij de academische wereld.

## Herrijzing in de mythologie
- De feniks is ook een mythologisch dier dat opnieuw herrijst, nadat deze vogel is verbrand in het vuur.